# Lodewijk V van Chiny
Lodewijk V van Chiny (circa 1225 - 1299) was van 1268 tot aan zijn dood graaf van Chiny. Hij behoorde tot het huis Loon.

## Levensloop
Lodewijk V was de jongste zoon van graaf Arnold IV van Loon en gravin Johanna van Chiny. In 1258 huwde hij met Johanna (1225-1299), dochter van hertog Hendrik II van Bar en weduwe van Frederik van Blamont.
In 1268 werd hij graaf van Chiny nadat zijn ouders hem dit graafschap hadden toevertrouwd. De graven uit het huis Loon hadden de gewoonte om hun domeinen te verdelen tussen hun oudste en jongste zoon. In dit geval kreeg Lodewijk V het graafschap Chiny, terwijl zijn oudere broer Jan het graafschap Loon erfde.
In 1285 hield hij in Chauvency-le-Château een van de bekendste riddertoernooien uit de middeleeuwen. Hierbij waren 500 ridders aanwezig, waaronder enkele prominenten uit die tijd zoals Rooms-Duits koning Rudolf I van Habsburg, koning Wenceslaus II van Bohemen, hertog Ferry III van Lotharingen, hertog Jan I van Brabant, graaf Theobald II van Bar en graaf Hendrik VI van Luxemburg. 
Omdat Lodewijk V en zijn echtgenote Johanna geen nakomelingen hadden, ging het graafschap Chiny na zijn overlijden in 1299 naar zijn neef, graaf Arnold V van Loon.